# Габровица
Га̀бровица е село в Южна България. То се намира в община Белово, област Пазарджик.

## География
-Село Габровица е разположено в североизточното подножие на Рила, на 7 km северозападно от общинския център Белово и на 8 km югоизточно от Костенец.
Селището се състои от две части, разстоянието между които е около един километър. Те имат общ произход и представляват едно цяло не само в административно отношение, но във всяко друго поселищно отношение. Подобно на Момина клисура те се намират в Моминоклисурския пролом, но в началото му – на 2 km от Костенското поле. Габровските ханове са разположени в самия пролом, главно върху 6 – 7 метровата тераса на Марица, където се влива река Габровщица, при надморска височина 470 m, а селото Габровица – на 1 km югозападно над Хановете, в старата част на пролома, в долината на река Габровщица, където в нея се влива Белов дол. Надморската височина на Габровица е около 500 m.
Габровските ханове в пролома са на Босненския път, а днес минава шосето София – Пловдив и международната железопътна линия Белград – София – Истанбул. Спирката на железния път в Хановете се нарича „Бойка“ – Ламбрина Иванова Костадинова – Бойка. Чрез тези пътища селото и Хановете се свързват с Пазарджик, до който разстоянието е около 40 km. Хановете и селото са най-западните селища в област Пазарджик. В близост до Габровица са разположени селищата Костенец, Сестримо, село Костенец и Голак.
Землището на Габровица се простира от двете страни на река Марица и пролома Момина клисура, който образува. Релефът е планински. Проломът започва да се стеснява при Хановете, като достига до 90 – 100 m. Изграден е от кристалинни шисти със сменливи партии от кристалинен варовик. На север от пролома в Ихтиманска Средна гора изпъкват височини 600 – 700 m, разкъсани от река Дълбочина и нейните съставни части, които събират водите си от Голашките височини. Тези средногорски височини са изградени от кристалинни шисти. На югоизток към Сестримо преминават в кристалинен варовик. На югозапад от пролома на Марица към Родопите, именно до стръмния им разседен и навлачен склон, следва хълмистата стара част на пролома с плоски височини, като Чифлика (606 m) и Трифонов връх (600 m).

## Име
Имената Габровски ханове и Габровица са във връзка с изобилния габър в съседните им гори. Самото име Хановете (Ановете на местен говор) произлиза от това, че в селището е имало в турско време четири хана, преди 30 – 40 години е бил останал един, а днес не съществува нито един.

## История
Най-старите данни за наличие на човешко присъсътвие в региона датират от неолита (VI – III хил. пр.н.е.). Това са били територии на автохтонното тракийско племе беси. Динамичните събития през късната античност и ранното Средновековие, оказват своето влияние върху ареала, като тук се наслагват тракийски, славянски и римски културни влияния. През 813 г. след победата на хан Крум при крепостта Версиникия, областта попада в пределите на българската държава.
През цялото Средновековие районът е един от центровете за отстояване на българската народност и държавна независимост. През Възраждането се развива занаятчийството.
Габровските ханове възникват като средновековно селище, пò на запад от днешните Ханове. Над това средновековно селище се намират основите на черквата. Всяка година на Спасовден се прави курбан на това място. Срещу Хановете наляво от Марица изолираната височина се нарича Градището – с основа вероятно от средновековна крепост за охрана на пътя. През втората половина на XVIII в., когато много турски войски минават по пътя, и после през кърджалийската епоха населението на Хановете е много притеснявано, затова част от него бяга навътре в планината и постепенно създава днешното село Габровица.
Първата църква в Габровица е построена в 1858 г. След 1860 г. в селото се създава училище в частна стая. В него първият учител е поп Стоян от Самоков. Първата училищна сграда е построена в 1881 г., а през 1931 г. се построява нова, модерна училищна сграда. В нея се помещава ОУ „Св. св. Кирил и Методий“. Читалище „Христо Ботев“ е основано в 1929 г. Храмът „Св. св. Кирил и Методий“ в Габровица е построен през 1900 г.
В една от легендите за основаването на селото се твърди, че по време на османско владичество, селото се е намирало в по-равнинната част – там, където сега е пътя от Пазарджик за Костенец. Било е разделено на две махали, които са носили названията: Горно селище и Долно селище. Случило се така, че в един от поредните обири на пощата, която прекарвала и част от имането на Сарам бей (тогавашния управител на носещото неговото име селище Сарам бей – днес град Септември), участвали и двама души от Горно селище и Долно селище. Двамата заговорници били хванати и убити. Понесла се мълва. Когато турците вървели и разпитвали, никой не признал, че познава тези хора. Но майката на единия не издържала и заридала. След всичко това, нямало да има пощада за никого от местните. И за да се спасят, жителите на Долно селище и Горно селище се укрили сред габерите. Оттогава името на селото е Габровица.
При едно от поредните разпределения на области и окръзи, територията на село Габровица с неговото землище остава спорна между област Пазарджик и област София. Една от причините за това е икономическа. Въпреки че селото е почти планинско, в него е добивано голямо количество жито.

## Население и говори
Говорно населението на Габровица и Хановете е западно, но не към групата на ихтиманско, каквото е това на село Момина клисура. В говора си за бъдеще време употребява „ке“ и „некеш“, с който белег се приближава към сестримци и изобщо към македонските говори.
Етническият състав на населението е изцяло български.

## Религии
Всички жители на селото са православни християни. В селото има два православни храма – църквата „Св. св. Кирил и Методий“ и параклиса „Св. Спас“, построен на мястото, където се правят молебените за дъжд на Спасовден.

## Обичаи
На Спасовден местното население отправя молитви за дъжд. Вярва се, че на този ден небето се отваря и всяка молитва, която се произнесе с чисто сърце за добро и благодат, ще бъде чута от бога. Съборът на селото е свързан с този ден.

## Икономика
В първата половина на 20 век голяма част от мъжкото население на Габровица се занимава с миньорство. Разработени са находища на кафяви и лигнитни въглища. След Втората световна война повечето жители работят в заводи и предприятия в съседните градове Костенец и Белово. Днес част от жителите продължават да работят в частни фирми и предприятия в същите градове и в Долна баня.
Населението на Габровица се занимава главно със земеделие и животновъдство. Отглеждат се пшеница и царевица. В селото има много ловци, но това не е основен поминък, а традиция и хоби.

## Природни забележителности
Габровица е изходен пункт за посещение на Арамлийски камък – скалист връх в източния дял на Рила, и връх Шпаньовица, през който преминава пътека от Сестримо за седловината Помочена поляна и връх Белмекен.
За Габровишката скала се тръгва срещу течението на река Габровщица. Преминава се през местността Лаоборе, а след това през местността Камилата и се стига до водосила на дерето, което се спуска от Соватя. Оттам се тръгва вляво и след около 400 m пред погледа се откриват зъберите на скалата. Тя е обградна с гъста гора и е стъпаловидно оформена. На една от терасите има огромна ниша.

## Личности
- Ламбрина Костадинова – Бойка, партизанка

## Обществени, културни и религиозни институции
- Училище „Св. св. Кирил и Методий“
- Читалище „Христо Ботев“
- Църква „Св. св. Кирил и Методий“, построена през 1900 г.